# Hans Schneider
Hans-Joachim Schneider (Duisburg, 21 ottobre 1909 – Duisburg, 19 luglio 1972) è stato un pallanuotista tedesco, vincitore di una medaglia d'argento all'olimpiade di Berlino 1936.
Era il padre del pallanuotista Achim Schneider.